# Jane Ngotho
Jane Ngotho Wanjiku (née le 29 novembre 1969) est une coureuse de fond et de cross-country kényane.

## Carrière
Jane Ngotho remporte aux Championnats du monde juniors d'athlétisme 1988 la médaille d'or du 10 000 mètres. Aux Championnats d'Afrique d'athlétisme 1989, elle est médaillée d'or du 10 000 mètres et médaillée d'argent du 3 000 mètres puis est médaillée d'argent du 10 000 mètres aux Championnats d'Afrique d'athlétisme 1990.
En 1992, elle participe aux Jeux olympiques de Barcelone ; elle est éliminée en séries du 3 000 mètres. 
Elle obtient la médaille d'or de cross long par équipe aux Championnats du monde de cross-country 1991, aux Championnats du monde de cross-country 1992, aux Championnats du monde de cross-country 1993  et aux Championnats du monde de cross-country 1996 et la médaille d'argent de cross long par équipe aux Championnats du monde de cross-country 1999.